# Stinkende mango
De stinkende mango (Mangifera foetida) is een plant uit de pruikenboomfamilie (Anacardiaceae). Het is een weinig bekende verwant van de mango (Mangifera indica).
Het is een groenblijvende, tot 40 m hoge boom met een dichte kroon. De afwisselend geplaatste bladeren zijn smal-lancetvormig tot breed-ovaal, gaafrandig, toegespitst of afgerond, aan de basis wigvormig en 15-40 × 8-15 cm groot. De bovenkant van de bladeren is donkergroen en zwak-glanzend en de onderkant is mat en geelgroen. De bladschijf heeft een hoofdnerf met meer dan twintig zijnerven. De bladsteel is 1,5-8 cm lang.
De eindstandige bloeiwijze is vertakt, kaal, in omtrek kegelvormig en 10-40 cm lang. De kleine bloemen hebben rode steeltjes en roze tot gele bloemblaadjes. De kelkbladeren zijn 4-5 mm lang en de kroonbladeren zijn 6-9 mm lang. De bloemen bestaan uit vijf meeldraden waarvan er slechts één of twee vruchtbaar zijn. De stijl is 6-7 mm lang.
De vruchten zijn variabel in grootte en vorm, rond tot ovaal-langwerpig, tot 16 × 12 cm groot, niet afgevlakt en niet getuit. Het zijn steenvruchten. De 4-5 mm dikke schil is mat, glad met nerven of groeven, groen tot bruinachtig en vaak sterk gevlekt met licht- of donkergroene, bruine en zwartachtige vlekken en spikkels. De schil bevat een kleverig, irriterend melksap. Het zwavelgele tot oranjegele vruchtvlees is zacht, vezelig en sappig. Het smaakt zoetzuur aromatisch en heeft een licht harsige bijsmaak en ruikt onaangenaam naar terpentijn en bederf. De witte steen is tot 8 × 5 × 3,5 cm groot en is vergroeid met het vruchtvlees.
Rijpe vruchten worden gekookt, in curry's verwerkt en zoetzuur ingelegd. Voor gebruik als handfruit en verwerking in fruitsalades moet de vrucht dik geschild worden om huidirritaties en darmproblemen door het melksap uit de schil te voorkomen.
De stinkende mango komt oorspronkelijk voor op het schiereiland Malakka en in Indonesië in vochtige, laaggelegen regenwouden. De soort wordt in Zuidoost-Azië tot een hoogte van 1000 m veel geteeld. De vrucht is vanwege de onaangename geur niet geschikt voor de export.
De kwini (Manigifera odorata) is een hybride van de stinkende mango en de (gewone) mango.

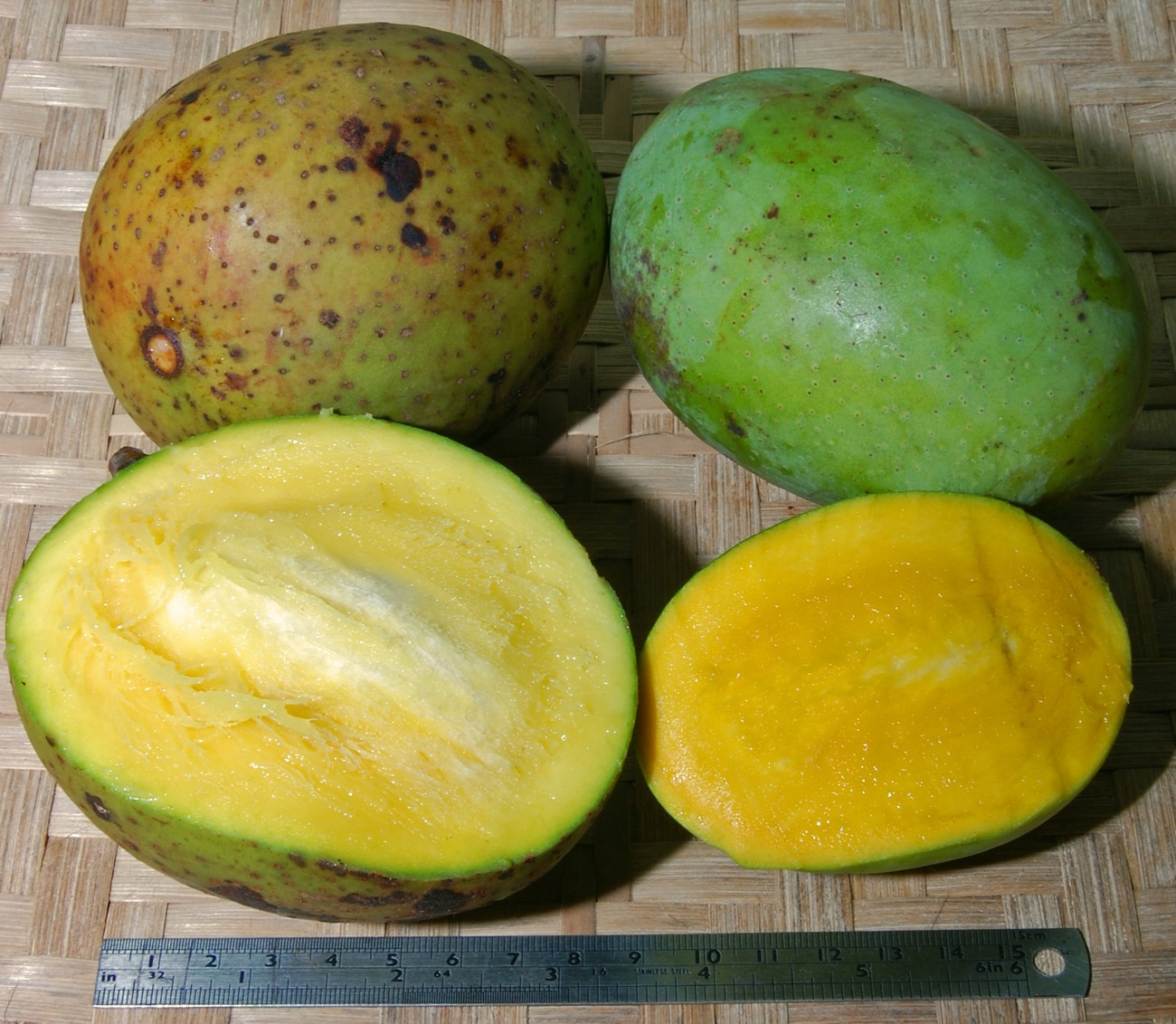
Stinkende mango (links) en kwini